# Кудратов, Шаймардан Кудратович
Шаймардан Кудратов (1933, Янгибазар — ?) — узбекский хлопкороб, Герой Социалистического Труда (1966).

## Биография
Родился в кишлаке Янгибазар Шурчинского района Сурхандарьинской области. Член КПСС с 1962 года.
Заочно окончил Ташкентский сельскохозяйственный институт (1975).
В 1947—1966 годах — колхозник, тракторист, звеньевой, бригадир комплексной механизированной бригады в колхозе «Коммуна» Щурчинсного района (с 1964 колхоз им. Ахунбабаева).
В 1966 году уехал на целину. С 1967 года бригадир комплексно-механизированной бригады совхоза «Советабад» Гагаринского района Сурхандарьинской области Узбекской ССР.
Герой Социалистического Труда (1966). Заслуженный хлопкороб Узбекской ССР (1964).
В 1968 году в совхозе «Советабад» достиг всесоюзного рекорда — собрал 528 тонн хлопка, в том числе 120 тонн тонковолокнистого. В 1970 году на машине «Узбекистан» собрал 650 т хлопка.
В 1971 году установил мировой рекорд — собрал хлопкоуборочной машиной более 800 тонн хлопка.
С 1972 года директор совхоза имени Н. Мурадова (совхоза № 8) Шерабадского района.
Депутат Верховного Совета СССР 8-го созыва (депутат Совета Национальностей от Термезского избирательного округа No 111 Узбекской ССР). Делегат XXIII и XXIV съездов КПСС.
Член Центральной Ревизионной Комиссии КПСС (1971—1976).

## Публикации
- Кудратов Шаймардан. Каждому хозяйству — школу механизаторского мастерства! Слово знатного механизатора республики Шаймардана Кудратова к сельским труженикам Узбекистана. — Правда Востока, 1971, 25 ноября.
- Кудратов, Шаймардан. Долг зовет нас в поле. [Обращение Героя-Соц. Труда, руководителя бригады комплексной механизации совхоза "Советабад Гагаринского района]. Правда Востока, 1969, 4 дек.; Сов. Каракалпакия, 1969, 7 дек.

## Награды
- Орден Ленина (1977)[1]
- Орден Октябрьской Революции
- Орден Дружбы народов[2].